# احمد سعیدی
احمد سعیدی (۷ بهمن ۱۲۸۲- ۲۷ آذر ۱۳۷۳) مترجم و سیاستمدار ایرانی بود. او مدتی معاون وزارت فرهنگ ایران و مدتی نیز سرپرست محصلین ایران در اروپا و آمریکا بود.

## جایزه‌ها
سعیدی برای ترجمهٔ کتاب چرا اطفال بداخلاق و بدرفتار بارمی‌آیند در سال ۱۳۳۳ برندهٔ جایزهٔ سلطنتی کتاب سال شد.